# 奥列格·斯维亚托斯拉维奇 (切尔尼戈夫)
奥列格·斯维亚托斯拉维奇 Оле́г Святосла́вич（?—1115年），古罗斯政治家，王公。他曾先后是弗拉基米尔-沃伦斯基公爵（1073年~1076年），特穆塔拉干公爵（1083年~1094年），切尔尼戈夫公爵（1094年~1096年），诺夫哥罗德-谢韦尔斯基公爵（1097年~1115年）。他是基辅大公弗拉基米尔·莫诺马赫最顽强的政治对手。
奥列格·斯维亚托斯拉维奇是基辅大公斯维亚托斯拉夫二世·雅罗斯拉维奇之子。在1070年代，他是统治罗斯托夫和卢茨克的王公；1076年，他与弗拉基米尔·莫诺马赫一起参加了波兰人对波希米亚的远征。同年他的父亲斯维亚托斯拉夫大公去世，其弟弗谢沃洛德一世·雅罗斯拉维奇取得了基辅大公的公位。奥列格·斯维亚托斯拉维奇与他的这位叔叔发生严重冲突，不得不逃到黑海附近的小封地特穆塔拉干安身。后来弗谢沃洛德之兄伊贾斯拉夫一世·雅罗斯拉维奇（1068年被推翻的大公）复位，奥列格·斯维亚托斯拉维奇趁机支持鲍里斯·维亚切斯拉维奇王公进攻弗谢沃洛德的新领地切尔尼戈夫。在当地游牧民族帮助下，他们于1078年成功地夺取了切尔尼戈夫。
奥列格·斯维亚托斯拉维奇企图在切尔尼戈夫固守，但在1078年10月3日的一场战斗中被弗谢沃洛德·雅罗斯拉维奇彻底击溃。他逃回特穆塔拉干，在1079年被游牧部落俘虏并押送到拜占庭帝国。拜占庭皇帝尼基弗鲁斯三世是弗谢沃洛德·雅罗斯拉维奇的盟友，他把奥列格流放到罗得岛。
4年后，奥列格·斯维亚托斯拉维奇再次出现于特穆塔拉干（中间过程不很清楚），这次他不仅获得了王公的地位而且还与可薩人结盟，成了他们的“执政官”。1094年，在波洛韦茨人的帮助下，奥列格·斯维亚托斯拉维奇从弗拉基米尔·莫诺马赫手里夺回了切尔尼戈夫。此后两人的关系持续恶化。奥列格·斯维亚托斯拉维奇拒绝参加弗拉基米尔·莫诺马赫牵头组织的全罗斯王公大会，这使得1096年，弗拉基米尔·莫诺马赫联合基辅大公斯维亚托波尔克二世·伊贾斯拉维奇向他开战。奥列格·斯维亚托斯拉维奇被迫臣服，再次失去切尔尼戈夫，但获得诺夫哥罗德-谢韦尔斯基作为领地。1107年和1113年，奥列格·斯维亚托斯拉维奇两次参加了对弗拉基米尔·莫诺马赫组织的对波洛韦茨人的远征。
奥列格·斯维亚托斯拉维奇的后裔发展为留里克王朝最重要的分支之一（即奥利戈维奇家族），并且是与弗拉基米尔·莫诺马赫的后代（即莫诺马霍维奇家族）争夺罗斯各公国主导权的竞争对手。